# Flea
Michael Peter Balzary, bolj znan pod vzdevkom Flea, v Avstraliji rojeni ameriški basist in trobentač, * 16. oktober 1962.
Najbolj je znan kot basist in eden izmed ustanoviteljev ameriške alternative rock skupine Red Hot Chili Peppers. Njegovo delo z bendom vsebuje več glasbenih stilov, od bolj agresivne slap do bolj melodičnih tehnik. S skupino je posnel več albumov: The Red Hot Chili Peppers, Freaky Styley, The Uplift Mofo Party Plan, Mother's Milk, Blood Sugar Sex Magik, One Hot Minute, Californication, By the Way, Stadium Arcadium in I'm With You. Sodeloval je tudi z drugimi glasbeniki in skupinami, kot npr. Jane's Addiction in The Mars Volta. Velja za enega najboljših basistov vseh časov.
1. ↑  Discogs — 2000.